# 마그데부르크현

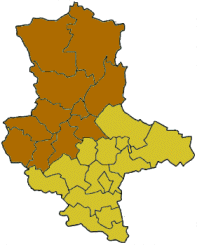
작센안할트주에서 마그데부르크현의 위치

마그데부르크현(독일어: Regierungsbezirk Magdeburg)은 과거 독일 작센안할트주 북부에 있던 현(Regierungsbezirk)이다. 현도는 마그데부르크였으며 폐지 당시의 면적은 11,737km2, 인구는 1,220,231명(2000년 기준), 인구 밀도는 100명/km2이었다. 10개 군(Landkreise), 1개 시(Kreisfreie Städte)를 관할했다. 2004년 1월 1일을 기해 폐지되었다.

## 하위 행정 구역

### 군(Landkreise)
1. 알트마르크크라이스잘츠베델군(Altmarkkreis Salzwedel)
2. 아셰르슬레벤슈타스푸르트군(Aschersleben-Staßfurt)
3. 뵈르데크라이스군(Bördekreis)
4. 할베르슈타트군(Halberstadt)
5. 예리호버란트군(Jerichower Land)
6. 오레크라이스군(Ohrekreis)
7. 퀴틀린부르크군(Quedlinburg)
8. 쇠네베크군(Schönebeck)
9. 슈텐달군(Stendal)
10. 베르니게로데군(Wernigerode)

### 시(Kreisfreie Städte)
1. 마그데부르크시(Magdeburg)